# Первомайское (Староминский район)
Первома́йское — село в Староминском районе Краснодарского края.
Входит в состав Канеловского сельского поселения.

## География

### Улицы
- ул. Северная.

## История
В 1940-е годы село называлось колхоз Красная Ея, после войны переименовали в хутор Первомайский.

## Население
| 2002 | 2010 |
| ---- | ---- |
| 97   | ↘91  |